# دائرة القاهرة الثامنة
دائرة القاهرة الثامنة هي من الدوائر الانتخابية لنظام الفردي في القاهرة الكبرى وتشمل الدائرة الثامنة:
- الخليفة.
- المقطم.
- السيدة زينب.
- مصر القديمة.
- دار السلام.

يمثلها في مجلس الشعب المصري (2012) خالد حنفي (فئات) و...